# Хай-Хецагуни
Хай-Хецагуни — покинутый аул в Чеберлоевском районе Чеченской Республики.

## География
Расположен к северо-востоку от районного центра Шаро-Аргун. Ближайшие населённые пункты: на северо-западе — Лешкорой и Сельберой, на юго-востоке — Джубикаул и Газиаул, на юго-западе — Богачерой.